# Kuwaits internationella flygplats
Kuwaits internationella flygplats (IATA: KWI, ICAO: OKKK) (arabiska: مطار الكويت الدولي) är en internationell flygplats belägen i al-Farwaniyya, 15,5 km söder om staden Kuwait inom ett landområde av 37,7 kvadratkilometer. Flygplatsen är ett nav för flygbolagen Jazeera Airways och Kuwait Airways. Flygplatsen är landets enda flygplats för passagerare. En del av flygplatskomplexet betecknas som Abdullah Al-Mubarak Air Base, som är platsen för Kuwait Air Forces högkvarter samt Kuwait Air Force Museum.

## Historik
Flygplatsen öppnades första gången 1927–1928. Den var ursprungligen tänkt som en mellanlandningsplats för brittiska flygplan på väg till Brittiska Indien. Den nuvarande huvudflygplatsens struktur, utformad av Kenzo Tange och öppnad 1979, byggdes och färdigställdes av Al Hani Construction i ett joint venture med Ballast Nedam i Nederländerna.
Den 27 februari 1991, under Gulfkrigets sista dagar, i samband med befrielsen av Kuwait, blev flygplatsen skådeplatsen för en stridsvagnsstrid mellan irakiska styrkor och delar av den amerikanska arméns specialstyrkor.
Flygplatsen genomgick ett stort renoverings- och utbyggnadsprojekt från 1999 till 2001, där den tidigare parkeringsplatsen röjdes och en terminalutbyggnad byggdes. Detta inkluderade nya incheckningshallar, en ny ingång till flygplatsen, byggandet av en parkeringsstruktur i flera våningar och en flygplatsgalleria.
År 2011 meddelade Department of Civil Aviation avsikten att utöka Kuwaits internationella flygplats så att den kan hantera fler passagerare och fler flygplan. Den 3 oktober 2011 meddelade generaldirektoratet för civil luftfart att en ny terminal, utformad av Foster & Partners, skulle börja byggas 2012 och komma att öka den årliga passagerarhanteringen till 14 miljoner passagerare i dess första fas med möjlighet att utöka till 25 miljoner passagerare. Flygplatsen slutförde formaliteterna för bygget av terminalen, för att börja byggas 2012 och vara färdig 2016.
I december 2012 meddelade det kuwaitiska ministeriet för offentliga arbeten att den nya terminalen på Kuwaits internationella flygplats skulle vara klar i slutet av 2016, med en uppskattade kostnad till cirka 900 miljoner kuwaitiska dinarer (3,2 miljarder USD). Den 20 maj 2013 meddelade direktören för operativ ledning vid den allmänna förvaltningen för civil luftfart, Essam Al-Zamil, att några av flygningarna kommer att omdirigeras till Sheikh Saad-terminalen istället för Kuwaits huvudterminal med start i juli på grund av stort antal passagerare och ett växande antalet flygplan som överskred kapaciteten hos Kuwaits flygplats.
Den 22 maj 2018 öppnade Jazeera Airways sin egen terminal på Kuwait International Airport, kallad Terminal 5. Den ligger i direkt anslutning till och ansluten till den befintliga huvudbyggnaden, men har särskilda ankomst-/avgångsområden, tull och  stödjande funktioner för att lindra trängseln i huvudbyggnaden. Alla avgående och ankommande Jazeera-flyg hanteras från den 27 maj 2018 vid Terminal 5.

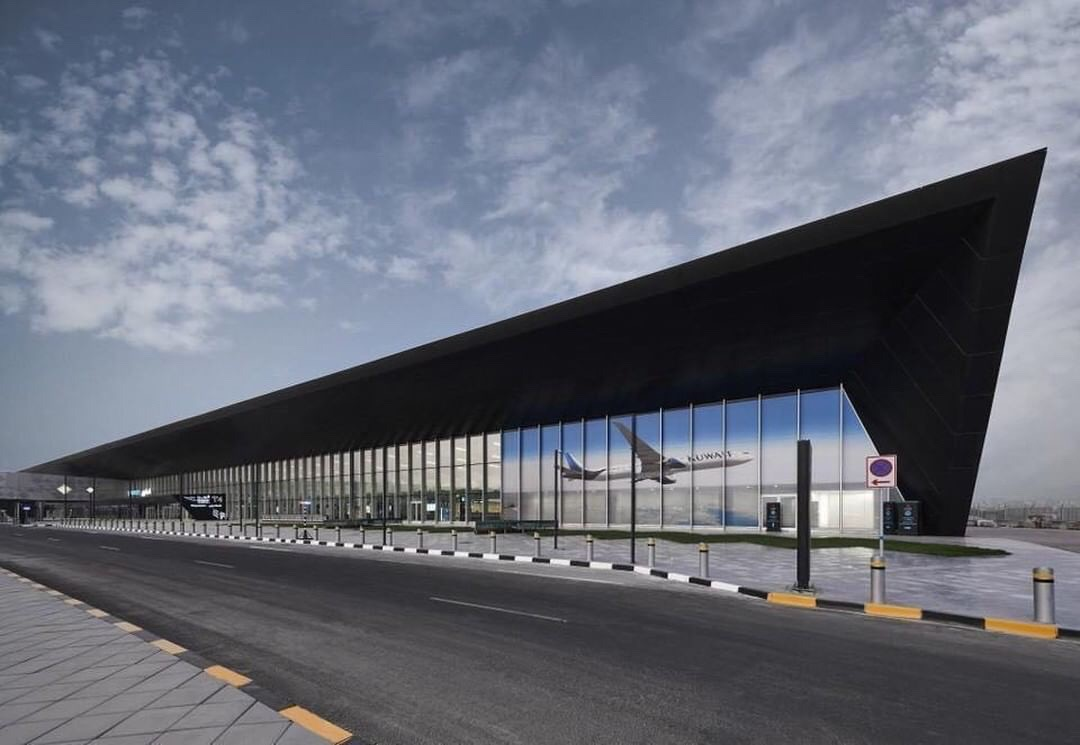
Avgångshallen Terminal 4.

Den 8 augusti 2018 invigdes Terminal 4 för att tillgodose alla flygningar som drivs av Kuwaits nationella flygbolag, Kuwait Airways. Terminal 4 kan hantera 4,5 miljoner passagerare årligen och lindrar trängseln i Terminal 1. Ytterligare 2 450 parkeringsplatser finns på en tomt i anslutning till terminalen, som är ansluten till byggnaden med en bro.

## Militär flygbas
Flygplatsen är platsen för Abdullah Al-Mubarak Air Base. Den används av Kuwait Air Force och har använts av italienska Air Force Boeing KC-767 sedan oktober 2014 för kampen mot Islamiska staten. Porten vid Abdullah Al-Mubarak Air Base, som används av det amerikanska flygvapnet och koalitionsstyrkorna, ersattes 2019 efter över 20 års drift med öppnandet av Cargo City, som ligger intill en nybyggd ramp på flygplatsens västra sida. Cargo City drivs av 387:e Air Expeditionary Group, med 5:e Expeditionary Air Mobility Squadron som tillhandahåller ytterligare tjänster som underhåll för militär- och kontraktsflyg.

## Flygbolag och destinationer
Följande flygbolag erbjuder året runt och säsongsbetonade reguljär- och charterflyg på Kuwait Airport:
| Flygbolag                       | Destinationer |
| ------------------------------- | --- |
| Aegean Airlines                 | Säsong: Aten |
| Air Arabia                      | Abu Dhabi, Alexandria, Assiut, Luxor, Sharjah, Sohag |
| Air Cairo                       | Alexandria, Assiut, Kairo, Sohag |
| Air India                       | Chennai, Delhi, Mumbai |
| Air India Express               | Kannur, Kozhikode, Mangalore, Tiruchirappalli |
| Alexandria Airlines             | Alexandria |
| AlMasria Universal Airlines     | Kairo |
| AnadoluJet                      | Istanbul–Sabiha Gökçen |
| Azerbaijan Airlines             | Baku |
| Biman Bangladesh Airlines       | Dhaka |
| British Airways                 | London–Heathrow |
| Cham Wings Airlines             | Aleppo, Damascus |
| Egyptair                        | Alexandria, Kairo |
| Emirates                        | Dubai–International |
| Ethiopian Airlines              | Addis Ababa |
| Etihad Airways                  | Abu Dhabi |
| flyadeal                        | Riyadh |
| Fly Arna                        | Yerevan |
| flydubai                        | Dubai–International |
| FlyEgypt                        | Alexandria, Assiut, Sohag |
| flynas                          | Al Ula, Jidda, Medina, Riyadh, Ta'if |
| Gulf Air                        | Bahrain |
| IndiGo                          | Ahmedabad, Chennai, Delhi, Hyderabad, Kochi, Kozhikode, Mumbai |
| Iran Air                        | Ahvaz, Isfahan, Lar, Mashhad, Shiraz, Tehran–Imam Khomeini |
| Iraqi Airways                   | Najaf |
| ITA Airways                     | Rom–Fiumicino (börjar 5 juni 2024) |
| Jazeera Airways                 | Abha, Abu Dhabi, Addis Ababa, Ahmedabad, Alexandria, Al Jawf, Almaty, Amman–Queen Alia, Assiut, Bahrain, Baku, Bangalore, Bishkek, Kairo, Chennai, Chittagong, Colombo–Bandaranaike, Dammam, Delhi, Dhaka, Doha, Dubai–International, Dushanbe, Fergana (börjar 3 januari 2024), Gassim, Giza, Ha'il, Hyderabad, Islamabad, Istanbul, Istanbul–Sabiha Gökçen, Jidda, Karachi, Kathmandu, Kochi, Lahore, Luxor, Mashhad, Medina, Moscow–Domodedovo, Mumbai, Muskat, Najaf, Namangan, Osh, Riyadh, Samarqand, Shiraz, Siddharthanagar, Sohag, Tbilisi, Tehran–Imam Khomeini, Thiruvananthapuram, Türkıstan Säsong: Antalya, Beirut, Belgrad, Bodrum, Larnaca, München, Prag, Salalah, Sharm El Sheikh, Ta'if, Tashkent, Tirana, Trabzon, Wien, Xi'an |
| Jordan Aviation                 | Amman–Queen Alia |
| Kam Air                         | Kabul |
| Karun Airlines                  | Ahvaz |
| Kish Air                        | Mashhad |
| Kuwait Airways                  | Abu Dhabi, Addis Ababa, Ahmedabad, Amman–Queen Alia, Amsterdam, Aten, Bahrain, Baku, Bangalore, Bangkok–Suvarnabhumi, Barcelona, Beirut, Kairo, Casablanca, Chennai, Dammam, Delhi, Dhaka, Doha, Dubai–International, Frankfurt, Genève, Guangzhou, Hyderabad, Islamabad, Istanbul, Istanbul–Sabiha Gökçen, Jidda, Kathmandu, Kochi, Kuala Lumpur–International, Lahore, London–Heathrow, Madrid, Malé, Manchester, Manila, Mashhad, Medina, Milano–Malpensa, Mumbai, München, Najaf, New York–JFK, Paris–Charles de Gaulle, Rom–Fiumicino, Riyadh, Shiraz, Sohag, Tbilisi, Teheran–Imam Khomeini, Thiruvananthapuram Säsong: Antalya, Bodrum, Málaga, Muskat, Mykonos, Nice, Salalah, Sarajevo, Sharm El Sheikh, Trabzon, Wien                    |
| Lufthansa                       | Dammam, Frankfurt |
| Middle East Airlines            | Beirut |
| Nesma Airlines                  | Kairo |
| Nile Air                        | Alexandria, Assiut, Kairo, Luxor, Sohag |
| Oman Air                        | Muskat |
| Pakistan International Airlines | Lahore, Sialkot |
| Pegasus Airlines                | Istanbul–Sabiha Gökçen Säsong: Antalya, Trabzon |
| Qatar Airways                   | Doha |
| Royal Jordanian                 | Amman–Queen Alia |
| SalamAir                        | Muskat, Salalah |
| Saudia                          | Jidda, Medina, Riyadh |
| Sepehran Airlines               | Mashhad |
| SriLankan Airlines              | Colombo–Bandaranaike |
| SunExpress                      | Säsong: Antalya, Trabzon |
| Syrian Air                      | Damaskus, Latakia |
| Tailwind Airlines               | Säsong charter: Antalya |
| Turkish Airlines                | Istanbul Säsong: Antalya, Bodrum, Trabzon |
| Varesh Airlines                 | Mashhad |
| Wizz Air                        | Abu Dhabi, Rome–Fiumicino, Vienna |